# Pfungstadt
Pfungstadt é um município da Alemanha, situado no distrito de Darmstadt-Dieburg, no estado de Hesse. Tem 42,53 km² de área, e sua população em 2019 foi estimada em 25.096 habitantes.